# Raimund Vienken
Raimund Vienken ist ein deutscher Filmeditor aus Oberhaching.
Raimund Vienken wurde ab 1977 als Bildtechniker und Video-Editor ausgebildet und ist seit Mitte der 1980er Jahre als freischaffender Editor überwiegend fürs Fernsehen tätig. 2000 wurde er für den Schnitt des Films Der tote Taucher im Wald für den Deutschen Kamerapreis nominiert.

## Filmografie (Auswahl)
- 2000: Der tote Taucher im Wald
- 2002–2003: Sperling (Fernsehreihe)
  - 2002: Sperling und der stumme Schrei
  - 2003: Sperling und der Mann im Abseits
  - 2003: Sperling und die Angst vor dem Schmerz
- 2004: Dornröschens leiser Tod
- 2005: Letztes Kapitel
- 2006: Die Mandantin
- 2006: Kunstfehler
- 2007: Schuld und Unschuld
- 2008: Augenzeugin
- 2008: Das Geheimnis des Königssees
- 2009: Heiße Spur
- 2009: Bis an die Grenze
- 2011: Ein Hausboot zum Verlieben
- 2011: Die Minensucherin
- 2011: Gottes mächtige Dienerin
- 2011: Stilles Tal
- 2011: Wunderkinder
- 2012: Am Ende der Lüge
- 2012: Die Holzbaronin
- 2013: Liebe am Fjord – Zwei Sommer
- 2014: Die Familiendetektivin (Fernsehserie, 3 Folgen)
- seit 2015: Taunuskrimi (Fernsehreihe)
  - 2014: Mordsfreunde
  - 2015: Tiefe Wunden
  - 2015: Wer Wind sät
  - 2016: Böser Wolf (Zweiteiler)
  - 2017: Die Lebenden und die Toten (Zweiteiler)
- 2018–2020: Sarah Kohr (Fernsehreihe)
  - 2018: Mord im Alten Land
  - 2020: Teufelsmoor
- 2019: Daheim in den Bergen (Fernsehserie)
  - Schwesternliebe (Folge 3)
  - Liebesleid (Folge 4)
- 2019: Flucht durchs Höllental
- 2023: Ostfriesenmoor
- 2023: Ostfriesenfeuer
- 2023: Die Saat – Tödliche Macht (Fernsehsechsteiler, 2 Folgen)
- 2024: Münter & Kandinsky